# Dijous Paella
Dijous Paella és un grup de Rumba catalana aparegut a finals del 2003, creat per músics provinents de bandes com ara Brams, Dr. Calypso o Xerramequ Tiquismiquis a iniciativa de Francesc Ribera, Titot, i David Estop.
Actualment el grup està format per Joan López (caixó), Marc Serrats (guitarra), Albert Vila (contrabaix), Rafalito Salazar i Guillem Soler (teclat).
La formació nasqué amb ganes de crear un so i unes formes noves dins la Rumba Catalana, tot innovant en sonoritats i colors barrejant instruments acústics de camps diversos com ara la cobla, el flamenc o la rumba.
Els primers cantants de la banda foren Francesc Ribera Titot (ànima de Brams, Mesclat, Aramateix i altres projectes) i Àgata Casas. La barreja de rumba i sardana que introduïren va ser una de les grans sorpreses musicals del 2005 i el seu primer disc, Dijous Paella (auto editat) es va endur els premis Enderrock a millor formació de folk, millor disc i millor directe l'any 2006.
El 2007 van anunciar una «congelació indefinida» que va durar més d'un any, fins que el 2009 tornaren amb alguns canvis a la formació: en Titot va deixar el grup pels seus múltiples compromisos amb Mesclat i Aramateix, i el grup derivà cap a sonoritats més roots (en l'àmbit de rumba catalana) i un punt mediterrani, amb les lletres de les cançons de Marc Serrats, Àgata Casas i Albert Vila.
El 2009 aparegué el seu segon i darrer disc fins ara, Vol. II (Propaganda pel Fet).

## Discografia
1. | • Dijous Paella (2005)                                                                                                                                                                                                                                                                                        |
| --- |
| 1. Que arribi l'estiu 2. L'any dels lladregots 3. Vosaltres i nosaltres 4. És quan dormo que hi veig clar 5. Dijous paella 6. Ja n'hi ha prou d'aquest color 7. El desesperat 8. 42 9. Coní de boh 10. Pagès de l'amor 11. Premsa lliure 12. Un senyor de Puerto Rico 13. Lobulus temptator 14. Avui fas anys |
2. | • Vol. II (2009)                                                                                                                                                         |
| --- |
| 1. Ulls de Vidre 2. Cala Jóncols 3. Blaus 4. En aquest bar 5. La teràpia 6. Coses 7. No em deixi així 8. Les Xisques 9. Farsants 10. Somnis 11. El Bell atac 12. La vida |